# さわぎり (護衛艦)
さわぎり（ローマ字：JS Sawagiri, DD-157）は、海上自衛隊の護衛艦。あさぎり型護衛艦の7番艦。艦名は「沢に立つ霧」即ち「沢霧」に由来する。なお、艦艇名としては旧海軍通して初の命名である。
本記事は、本艦の艦暦について主に取り扱っているため、性能や装備等の概要についてはあさぎり型護衛艦を参照されたい。

## 艦歴

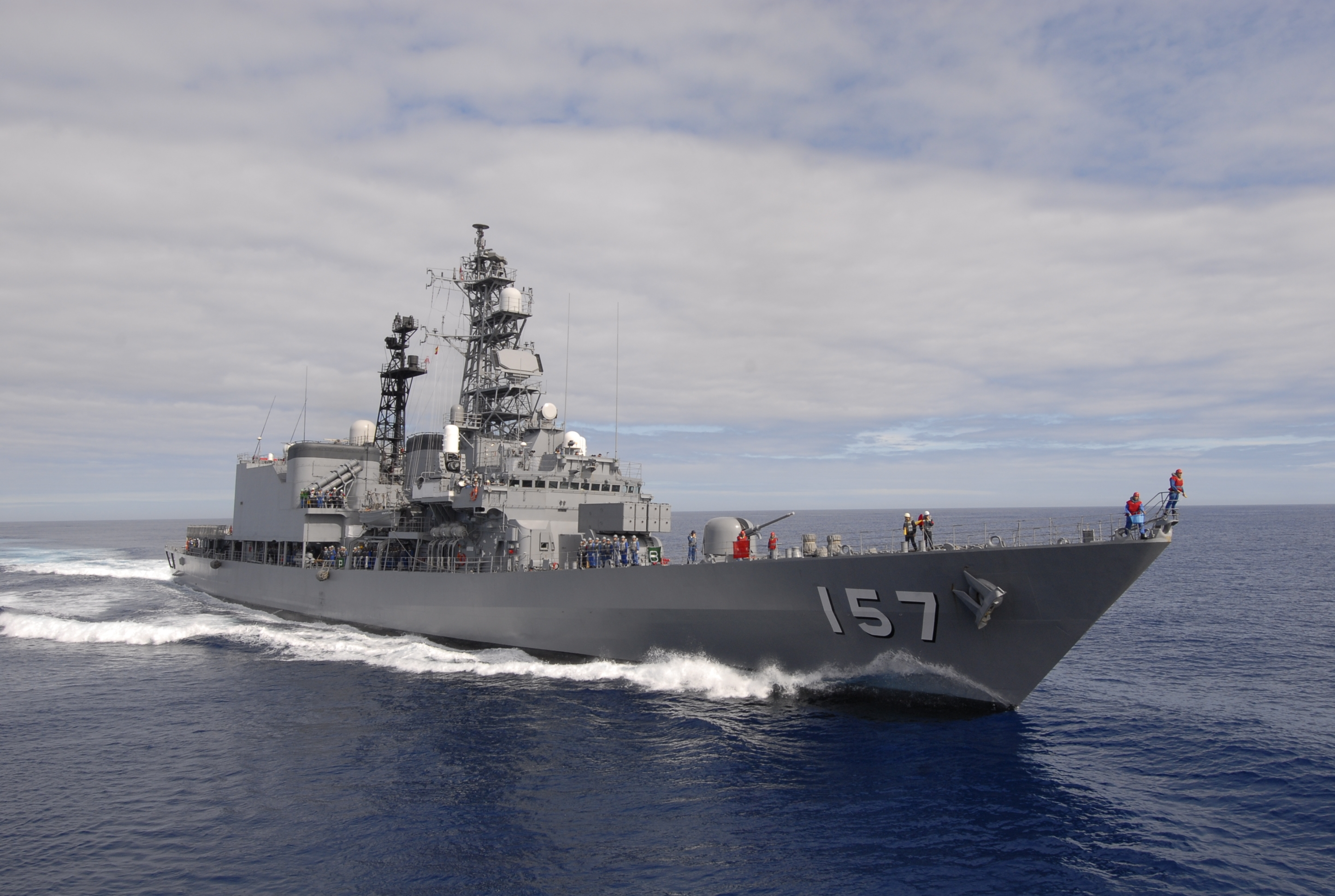
洋上を往く「さわぎり」

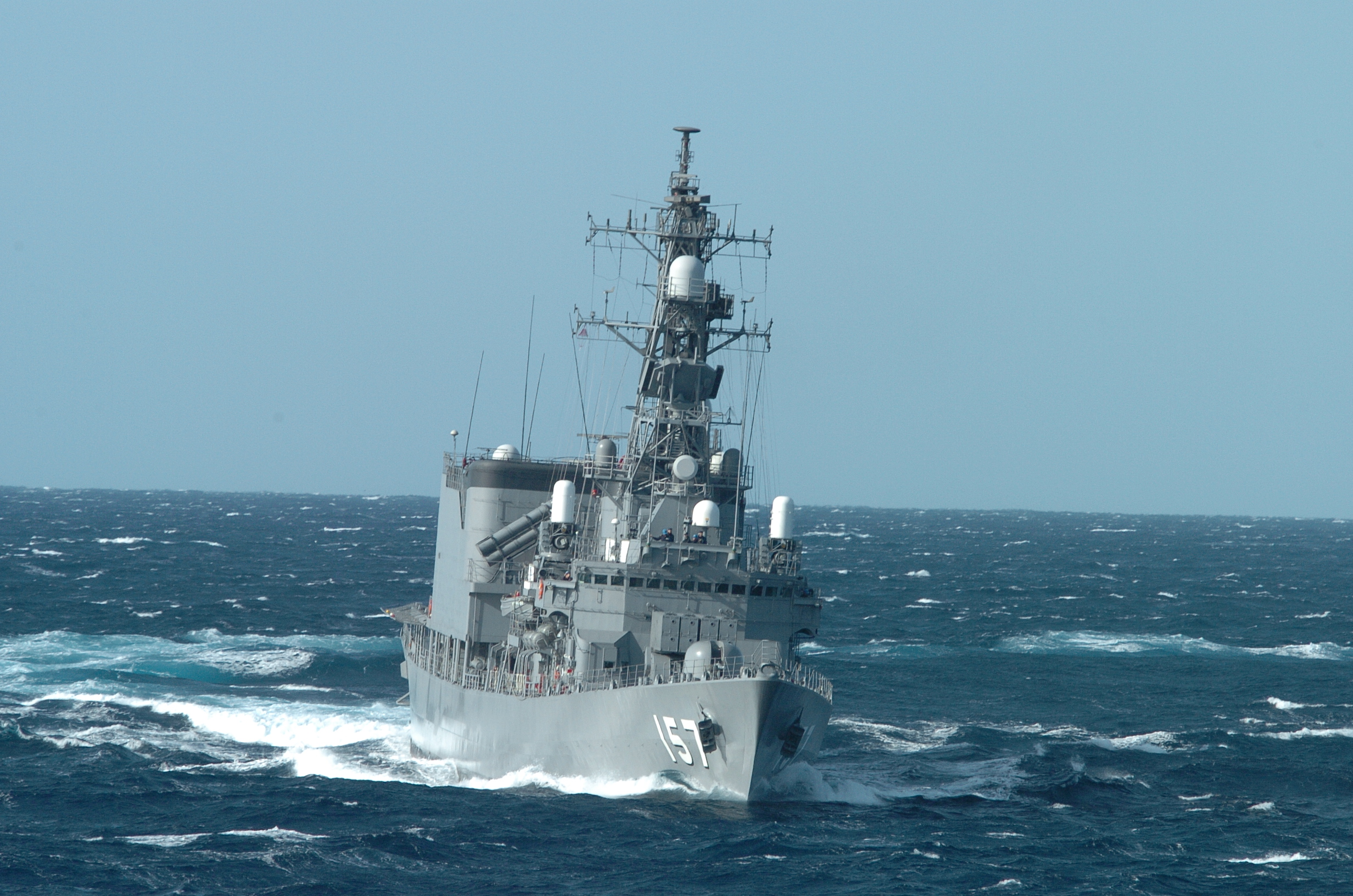
荒天下を進む「さわぎり」

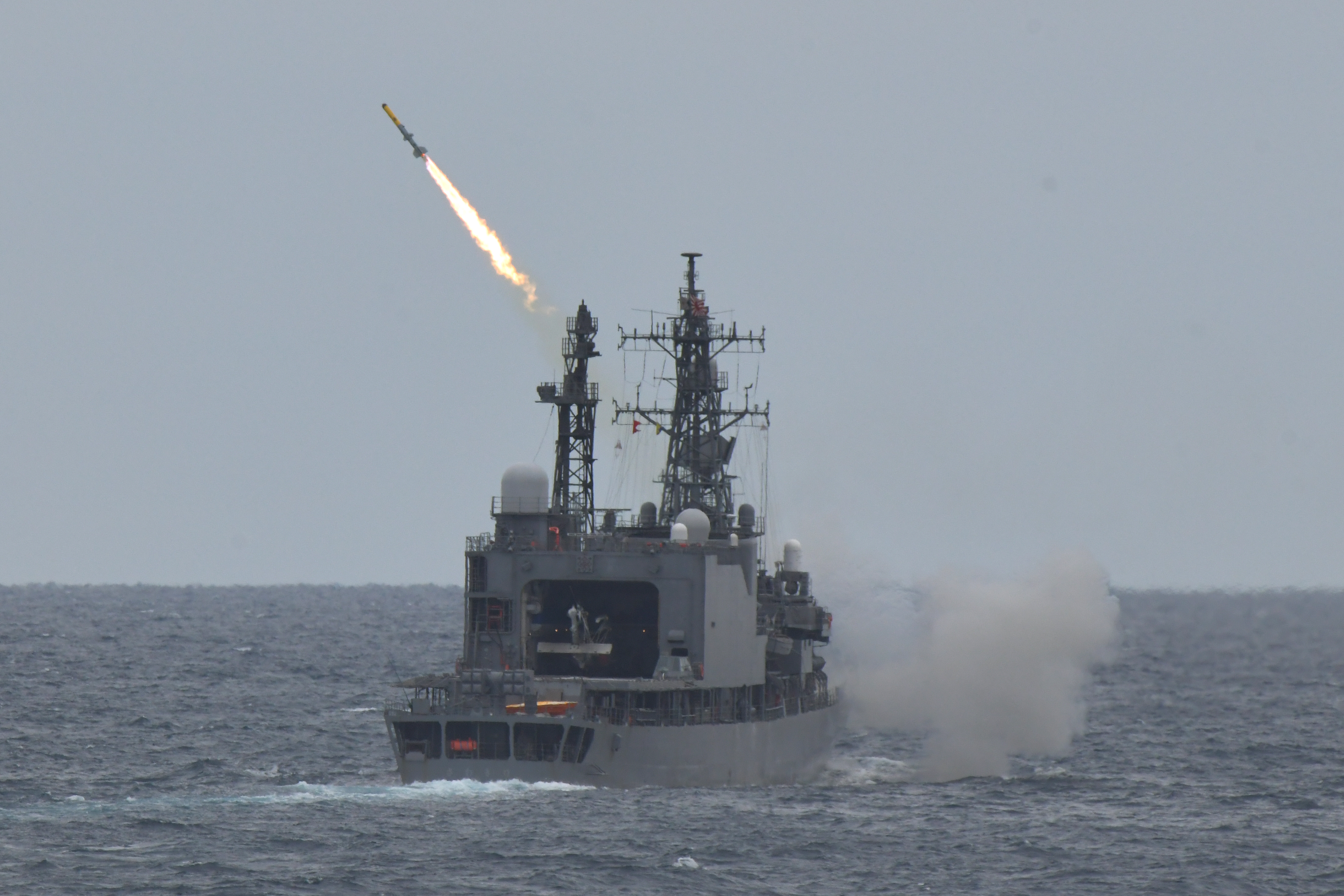
「さわぎり」によるアスロック発射

「さわぎり」は、中期業務見積りに基づく昭和60年度計画3,500トン型護衛艦2228号艦として、三菱重工業長崎造船所で1987年1月14日に起工され、1988年11月25日に進水、1990年3月6日に就役し、同日付で第2護衛隊群隷下に新編された第47護衛隊に「あさぎり」、「やまぎり」とともに編入され、佐世保に配備された。
1992年、 1994年、1996年と3回続けて環太平洋合同演習 (RIMPAC) に参加した。
1997年3月24日、隊番号の改正により第47護衛隊が第6護衛隊に改称。
1998年4月20日、練習艦「かしま」とともに東京晴海ふ頭出港後、南北アメリカ方面の遠洋練習航海に参加。9月11日に東京へ帰投する。
同年11月8日、3等海曹の乗組員が艦内にて自殺する。下記参照。
1999年3月18日、第2護衛隊群第2護衛隊に編入。
2003年、遠洋練習航海に参加。
2005年11月25日、国際連合難民高等弁務官事務所の要請を受け、被災民救援活動として掃海母艦「うらが」と共にカラチ港に向かう。その後「さわぎり」は2002年2月までインド洋にてテロ対策特別措置法に基づく協力支援活動に従事し、4月25日に帰国した。
2007年、遠洋練習航海に参加。
2008年3月26日、護衛隊改編により第1護衛隊群第5護衛隊に編入。
2009年12月4日、08：45時ごろ高知県足摺岬沖合南約130kmにて、海賊対処訓練中に護衛艦「おおなみ」と接触する事故が発生した。双方ともけが人はなく自力航行は可能であった。その後佐世保重工業にて修理がなされる。
2010年1月30日、第4次派遣海賊対処行動水上部隊としてソマリア沖に向けて出航、僚艦となる護衛艦「おおなみ」とは途中で合流。2月25日から5月31日まで、32回の船団護衛で合計283隻の船舶を警護し、任務終了により7月1日に佐世保に帰港した。
2011年3月11日に発生した東北地方太平洋沖地震による東日本大震災に対し、災害派遣される。
2012年5月12日、第12次派遣海賊対処行動水上部隊としてソマリア沖に向けて佐世保から出航、僚艦となる護衛艦「いかづち」とは途中で合流し約3週間後から任務を開始し、同年7月1日には日中印の三カ国協同による護衛編隊が組まれる。同年10月24日、佐世保に帰港した。
2014年3月13日、護衛艦隊直轄第13護衛隊に編入。
2015年7月5日、第22次派遣海賊対処行動水上部隊として護衛艦「あきづき」と共にソマリア沖・アデン湾に向けて佐世保基地から出航、任務を終了し、同年12月18日に帰国。
2020年2月29日から3月5日にかけて護衛艦「すずなみ」とともに関東南方からグアム北方に至る海空域において米海軍と共同訓練を実施する。米海軍からは巡洋艦「アンティータム」、「シャイロー」、駆逐艦「バリー」、「マスティン」が参加し、各種戦術訓練を実施する。
2021年3月3日、九州西方海空域において、ミサイル艇「おおたか」及びSH-60J/K 2機とともに海上保安庁との不審船対処に係る共同訓練に参加する。海保からは巡視船「あそ」と「ほうおう」が参加し、情報共有、共同追跡・監視、停船措置訓練等を実施する。
2022年10月19日、東シナ海において、佐世保地方総監部、ミサイル艇「おおたか」、回転翼機（SH-60K）とともに海上保安庁と共同訓練実施した。海保からは第七管区海上保安本部、巡視船「あまみ」・「ほうおう」・「ちくご」が参加し、重要施設等に向かう不審船を想定し、共同追跡・監視訓練、停船措置訓練、情報共有訓練を実施した。
現在は、護衛艦隊第13護衛隊に所属し定係港は佐世保である。
| 代 | 氏名       | 在任期間               | 出身校・期            | 前職                              | 後職                                  | 備考                 |
| -- | ---------- | ---------------------- | --------------------- | --------------------------------- | ------------------------------------- | -------------------- |
| 01 | 伊藤清海   | 1990.3.6 - 1991.8.6    |                       | さわぎり艤装員長                  | 海上自衛隊幹部学校教官                |                      |
| 02 | 伊藤修一   | 1991.8.7 - 1993.3.30   | 北海学園大・ 22期幹候 | いしかり艦長                      | はまな副長                            |                      |
| 03 | 大島幸男   | 1993.3.31 - 1994.12.14 |                       | くまの艦長                        | 海上幕僚監部調査部調査第1課           |                      |
| 04 | 森 善昭    | 1994.12.15 - 1995.7.9  |                       | 佐世保基地業務隊補充部付          | 佐世保基地業務隊補充部付              |                      |
| 05 | 小田和春   | 1995.7.10 - 1997.3.24  | 防大18期              | 海上自衛隊第1術科学校教官         | 海上自衛隊幹部候補生学校主任教官      |                      |
| 06 | 土方利昌   | 1997.3.25 - 1998.10.19 | 防大19期              | 自衛隊愛知地方連絡部募集課長      | 海上幕僚監部人事教育部援護業務課      |                      |
| 07 | 青山春光   | 1998.10.20 - 2000.3.23 |                       | 海上自衛隊第1術科学校教官         | 海上幕僚監部調査部調査第3班長         |                      |
| 08 | 舩渡 健    | 2000.3.24 - 2001.8.19  | 岐阜大・ 29期幹候     | うみぎり艦長                      | 阪神基地隊総務科長                    |                      |
| 09 | 佐伯精司   | 2001.8.20 - 2002.8.19  | 東大法学部・ 35期幹候 | 第1護衛隊群司令部幕僚             | 海上幕僚監部人事教育部補任課          |                      |
| 10 | 宮﨑 守    | 2002.8.20 - 2004.1.19  |                       | はるゆき艦長                      |                                       |                      |
| 11 | 溝江和彦   | 2004.1.20 - 2005.3.24  | 防大28期              | 自衛艦隊司令部幕僚                |                                       |                      |
| 12 | 髙田昌樹   | 2005.3.25 - 2006.8.6   | 防大29期              | 統合幕僚会議事務局第3幕僚室       | 大湊地方総監部管理部人事課            |                      |
| 13 | 松原 匡    | 2006.8.7 - 2008.7.31   | 防大26期              | 海上幕僚監部 指揮通信情報部情報課 | 大湊地方総監部管理部人事課長          |                      |
| 14 | 柴田公雄   | 2008.8.1 - 2010.8.9    | 防大26期              | あさゆき艦長                      | 舞鶴海上訓練指導隊船務航海科長        |                      |
| 15 | 廣中敬三   | 2010.8.10 - 2011.7.31  | 防大39期              | 第3護衛隊群司令部幕僚             | 自衛艦隊司令部幕僚                    |                      |
| 16 | 西澤俊樹   | 2011.8.1 - 2012.11.4   | 39期幹候              | 海上自衛隊幹部学校付              | 海上訓練指導隊群司令部幕僚            |                      |
| 17 | 藤井健一   | 2012.11.5 - 2014.1.16  | 防大39期              | あしがら副長                      | 海上幕僚監部 指揮通信情報部指揮通信課 |                      |
| 18 | 白方将司   | 2014.1.17 - 2015.4.23  | 防大40期              | おおすみ運用長兼副長              | しらせ運用長                          |                      |
| 19 | 佐藤 剛    | 2015.4.24 - 2016.6.12  |                       | みょうこう副長                    | 統合幕僚監部運用部運用第1課           |                      |
| 20 | 寺嶋太郎   | 2016.6.13 - 2018.3.19  |                       | しまかぜ砲雷長                    | 海上自衛隊幹部学校付                  |                      |
| 21 | 榎谷真一   | 2018.3.20 - 2019.3.19  |                       | こんごう船務長                    | まきなみ艦長                          |                      |
| 22 | 田中政臣   | 2019.3.20 - 2020.6.21  |                       | 海上幕僚監部防衛部運用支援課      | 海上自衛隊幹部学校付                  | 2020.1.1 1等海佐昇任 |
| 23 | 加倉井善明 | 2020.6.22 - 2022.6.27  | 防大45期              | 海上幕僚監部防衛部防衛課          | 海上幕僚監部副監察官                  |                      |
| 24 | 山内 敦    | 2022.6.28 - 2023.7.17  |                       | 第4護衛隊群司令部                 |                                       |                      |
| 25 | 長野恭介   | 2023.7.18 - 2024.8.0   |                       |                                   |                                       |                      |
| 26 | 飯尾啓正   | 2024.8.0- 2025.7.0     |                       |                                   |                                       |                      |
| 27 | 髙橋晃博   | 2025.7.0-              |                       |                                   |                                       |                      |

## さわぎり事件
艦内で1999年(平成11年)11月8日に発生した、当時21歳の機関科所属の3等海曹の自殺について、遺族が国家賠償請求を起こした。自衛官の自殺をめぐる国賠訴訟は、これが最初である。この事件を契機に自衛隊内でのメンタルヘルスが研究されるようになったとされる。その成果あってか、2023年までのデータでは減少傾向にある。
この裁判の中で、艦内の飲酒や博打、別の3曹学生（訓練中の海上自衛官）の貯金を上司が勝手に引き出したという事実も発覚した。このため、艦長および3尉以上の同艦幹部9人らをはじめとして乗員180名のうち61名の大量の処分者をだした。艦長らは2000年3月24日付で異動させられた。
さわぎりの係争は2008年8月、自殺と上官の言動に因果関係があった旨認定され、遺族に350万円の賠償を命じる判決が国に下った（「自衛官自殺　いじめ認定、原告側が逆転勝訴　福岡高裁」毎日新聞8月25日）。